# تشارلي تشيس
تشارلي تشيس (بالإنجليزية:Charley Chase) (مواليد 20 أكتوبر 1893 - وفيات 20 يونيو 1940). ممثل أفلام كوميدي وكاتب سيناريو ومخرج أمريكي اشتهر لعمله في هال روتش كوميدية فيلم قصير وكان الأخ الأكبر للكوميدي / مدير جيمس باروت.

## روابط خارجية
- The World of Charley Chase
- تشارلي تشيس على موقع IMDb (الإنجليزية)
- تشارلي تشيس على موقع ألو سيني (الفرنسية)
- تشارلي تشيس على موقع قاعدة بيانات برودواي على الإنترنت (الإنجليزية)
- تشارلي تشيس على موقع قاعدة بيانات الأفلام السويدية (السويدية)
- تشارلي تشيس على موقع قاعدة بيانات الفيلم (الإنجليزية)
- تشارلي تشيس على موقع ليتربوكسد (الإنجليزية)
- تشارلي تشيس على موقع كينوبويسك (الروسية)
- Detailed Charley Chase filmography on The Lucky Corner Our Gang website
- Charley Chase at Virtual History